# City Crisis
City Crisis (tạm dịch: Khủng hoảng Thành phố) là trò chơi điện tử thuộc thể loại mô phỏng trực thăng do hãng Syscom Entertainment phát triển và Take-Two Interactive phát hành cho hệ máy PlayStation 2. Trong game người chơi sẽ vào vai viên phi công lái trực thăng cứu hộ với mục tiêu chính là giải cứu cư dân ra khỏi các đám cháy đang bùng lên xung quanh thành phố. Ngoài ra người chơi còn phải cố gắng dập tắt các đám cháy bằng cách sử dụng nguồn nước được lấy từ trên trực thăng. Mỗi màn chơi đều có giới hạn thời gian, nhưng khi người chơi giải cứu người dân và dập tắt đám cháy càng nhanh thì sẽ nhận được nhiều thời gian hơn để hoàn thành phần tiếp theo của màn chơi. City Crisis còn là trò chơi đầu tiên sử dụng bộ game engine RenderWare.

## Đón nhận
Ngay khi phát hành, tạp chí Famitsu đã chấm cho game với số điểm 30/40.